# Alula Girma
Alula Girma Mekonnen (15 luglio 1993) è un calciatore etiope, difensore del Saint-George SA.

## Carriera

### Club
Gioca nella massima serie etiope dal 2010.

### Nazionale
Ha partecipato alla Coppa d'Africa del 2013.

## Palmarès

### Club

#### Competizioni nazionali
- Campionato etiope: 2

Saint-George: 2011-2012, 2013-2014
- Coppa di Etiopia: 1

Saint-George: 2011